# Alexander (cráter)
Alexander es un elemento similar a un cráter de impacto lunar, situado en la superficie rugosa al norte del Mare Serenitatis. Se encuentra al sursudoeste del prominente cráter Eudoxus, y al este-noreste de Calippus. También al norte se halla el cráter más pequeño Lamèch.

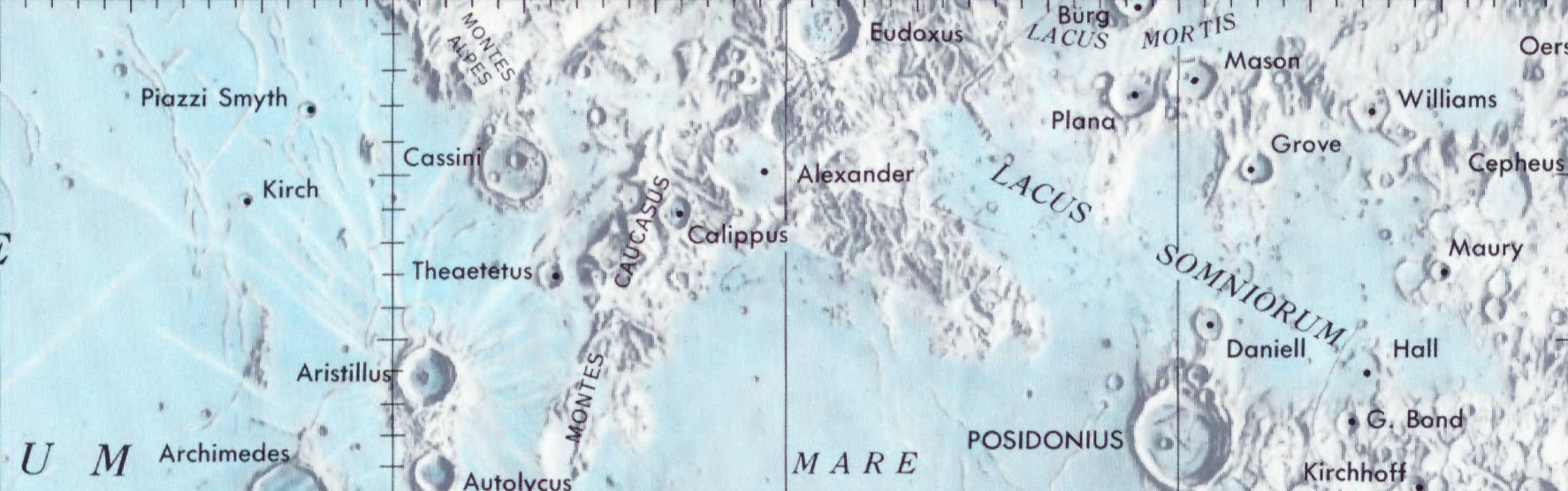
Localización del cráter lunar Alexander (centro de la imagen)

Con el paso del tiempo, la formación ha sido tan desgastada y distorsionada que ahora se asemeja a una llanura. Los segmentos que restan de su contorno se encuentran en el noroeste, oeste y sur del cráter. Con una disposición de forma casi rectangular, sus elevaciones más prominentes se localizan en el noroeste.
El suelo del cráter es más liso y tiene un albedo más oscuro en la mitad occidental, y gradualmente se vuelve más claro y más alterado hacia el este. No posee cráteres de importancia dentro de su perímetro, aunque presenta algunos pequeños cráteres en la sección este, la más rugosa.
Desde la ubicación de Alexander, la Tierra aparecería en el cielo lunar a menos a 50 grados sobre el horizonte.

## Cráteres satélite

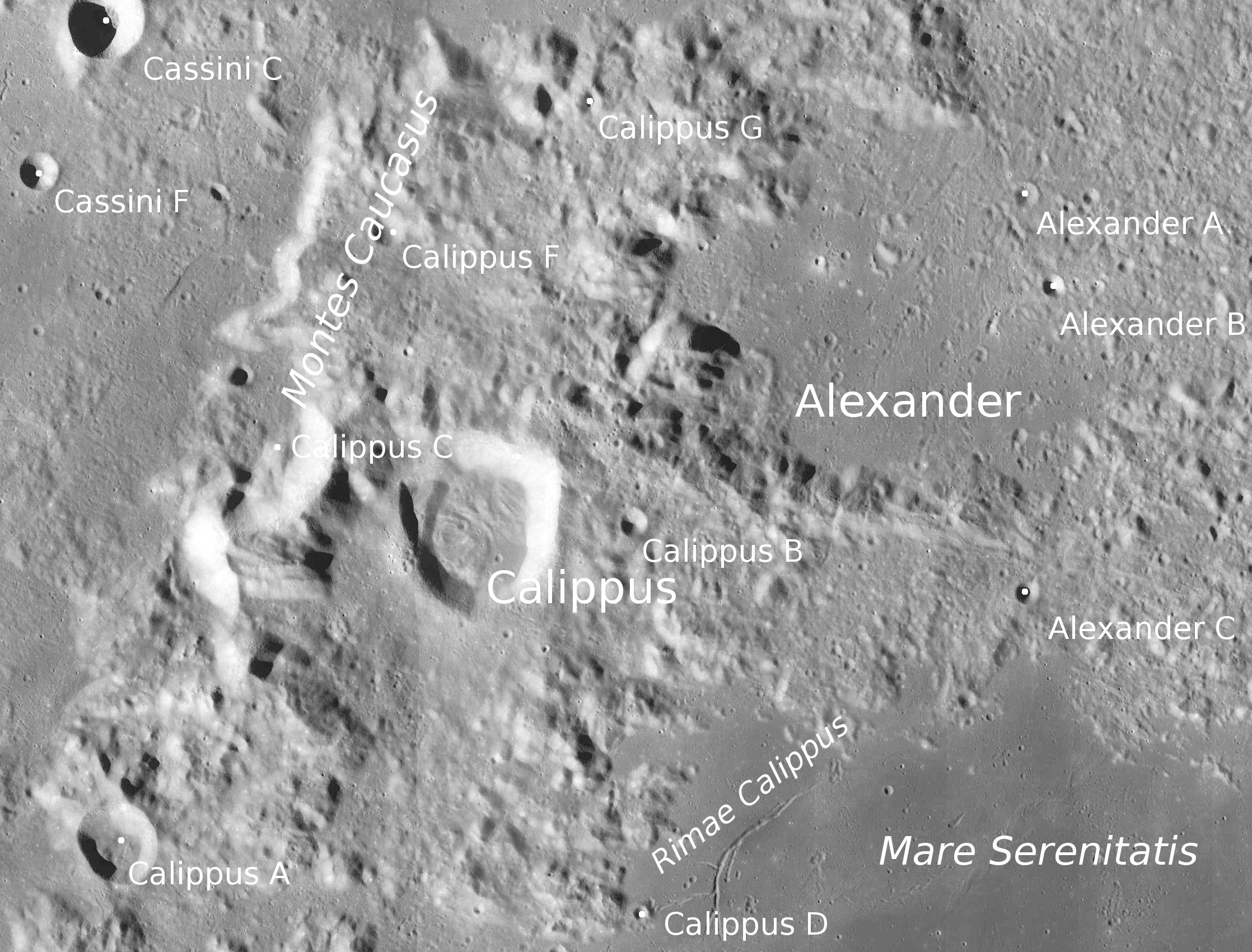
Entorno de Alexander. Fotografía de la misión Lunar Reconnaissance Orbiter

Por convención estos elementos son identificados en los mapas lunares poniendo la letra en el lado del punto medio del cráter que está más cerca de Alexander. Alexander A, B y C están todos en el este, con los dos primeros ubicados uno junto al otro, el tercero en el sureste y Alexander K más al este.
|           | \| Alexander \| Coordenadas \| Diámetro \| \| --------- \| ---------------------------- \| -------- \| \| A \| 40°42′N 14°54′E / 40.7, 14.9 \| 4 km \| \| B \| 40°18′N 15°12′E / 40.3, 15.2 \| 4 km \| \| C \| 38°30′N 14°54′E / 38.5, 14.9 \| 5 km \| \| K \| 40°30′N 19°18′E / 40.5, 19.3 \| 4 km \| |          |
| Alexander | Coordenadas | Diámetro |
| A         | 40°42′N 14°54′E / 40.7, 14.9 | 4 km     |
| B         | 40°18′N 15°12′E / 40.3, 15.2 | 4 km     |
| C         | 38°30′N 14°54′E / 38.5, 14.9 | 5 km     |
| K         | 40°30′N 19°18′E / 40.5, 19.3 | 4 km     |